# Andrew Bellisario

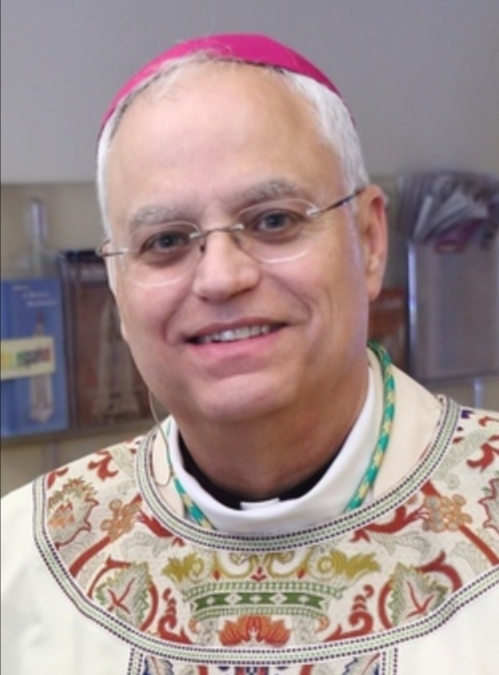
Erzbischof Andrew E. Bellisario

Erzbischofswappen von Andrew Bellisario

Andrew Eugene Bellisario CM (* 19. Dezember 1956 in Los Angeles, Kalifornien) ist ein US-amerikanischer römisch-katholischer Ordensgeistlicher und Erzbischof von Anchorage-Juneau.

## Leben
Andrew Bellisario trat 1975 der Ordensgemeinschaft der Lazaristen bei und empfing am 16. Juni 1984 das Sakrament der Priesterweihe.
Am 10. Juli 2017 ernannte ihn Papst Franziskus zum Bischof von Juneau. Der Erzbischof von Anchorage, Paul Dennis Etienne, spendete ihm am 10. Oktober desselben Jahres die Bischofsweihe. Mitkonsekratoren waren dessen Amtsvorgänger Roger Lawrence Schwietz OMI und der Bischof von Dallas, Edward James Burns PSS.
Seit dem 7. Juni 2019 war er Apostolischer Administrator des Erzbistums Anchorage. Am 19. Mai 2020 vereinigte Papst Franziskus das Bistum Juneau mit dem Erzbistum Anchorage zum Erzbistum Anchorage-Juneau und hob das Bistum Juneau als eigenständige Diözese auf. Andrew Bellisario wurde mit gleichem Datum zum Erzbischof der vereinigten Erzdiözese ernannt. Die Amtseinführung fand am 17. September desselben Jahres statt.
Vom 27. September 2022 bis zum 12. Oktober 2023 verwaltete Bellisario zudem während der Sedisvakanz das Bistum Fairbanks als Apostolischer Administrator.